# (9762) Hermannhesse
(9762) Hermannhesse ist ein Asteroid des inneren Hauptgürtels, der am 13. September 1991 von den deutschen Astronomen Freimut Börngen und Lutz D. Schmadel an der Thüringer Landessternwarte Tautenburg (IAU-Code 033) im Tautenburger Wald in Thüringen entdeckt wurde.
Der Himmelskörper wurde am 8. Dezember 1998 nach dem deutsch-schweizerischen Schriftsteller, Dichter und Maler Hermann Hesse (1877–1962) benannt, der 1946 mit dem Nobelpreis für Literatur ausgezeichnet wurde und dem 1954 der Pour le Mérite für Wissenschaften und Künste verliehen wurde.